# Nederlandse kampioenschappen schaatsen afstanden 2024 - 5000 meter mannen
De 5000 meter mannen op de Nederlandse kampioenschappen schaatsen afstanden 2024 werd gehouden op donderdag 28 december 2023 in Thialf in Heerenveen. Er reden 16 deelnemers mee.
Titelverdediger Patrick Roest haalde zijn vijfde titel binnen. Chris Huizinga zette een mooie vlak schema neer, waarbij hij alleen in de laatste twee ronden pas boven de 30 seconden kwam. Hij won hiermee het zilver, een persoonlijk record en deelname aan het EK afstanden en WK afstanden. Roest maakte het verschil door de laatste paar rondjes juist onder de 28 seconden te duiken. Dat was voor hemzelf een teken dat het nog sneller kan. Marcel Bosker reed in de laatste rit naar het brons en mocht ook naar de kampioenschappen.

## Uitslag
| #      | Schaatsster               | Tijd       | Verschil |
| ------ | ------------------------- | ---------- | -------- |
| Goud   | Patrick Roest             | 6.09,44    |          |
| Zilver | Chris Huizinga            | 6.14,80 PR | +5,36    |
| Brons  | Marcel Bosker             | 6.15,64    | +6,20    |
| 4      | Marwin Talsma             | 6.18,90    | +9,46    |
| 5      | Sjoerd den Hertog         | 6.19,60 PR | +10,16   |
| 6      | Remco Stam                | 6.19,75 PR | +10,31   |
| 7      | Jorrit Bergsma            | 6.21,91    | +12,47   |
| 8      | Remo Slotegraaf           | 6.21,99 PR | +12,55   |
| 9      | Kars Jansman              | 6.22,49    | +13,05   |
| 10     | Gert Wierda               | 6.22,52    | +13,08   |
| 11     | Beau Snellink             | 6.23,99    | +14,55   |
| 12     | Homme Jan de Groot        | 6.26,97 PR | +17,53   |
| 13     | Colin James Duivenvoorden | 6.28,06    | +18,62   |
| 14     | Stijn van de Bunt         | 6.29,20    | +19,76   |
| 15     | Jesse Speijers            | 6.30,26    | +20,82   |
| 16     | Daan Gelling              | 6.40,47    | +31,03   |

1987 · 
1988 · 
1989 · 
1990 · 
1991 · 
1992 · 
1993 · 
1994 · 
1995 · 
1996 · 
1997 · 
1998 · 
1999 · 
2000 · 
2001 · 
2002 · 
2003 · 
2004 · 
2005 · 
2006 · 
2007 · 
2008 · 
2009 · 
2010 · 
2011 · 
2012 · 
2013 · 
2014 · 
2015 · 
2016 · 
2017 · 
2018 · 
2019 · 
2020 · 
2021 · 
2022 · 
2023 · 
2024 · 
2025